# Cratere Ball

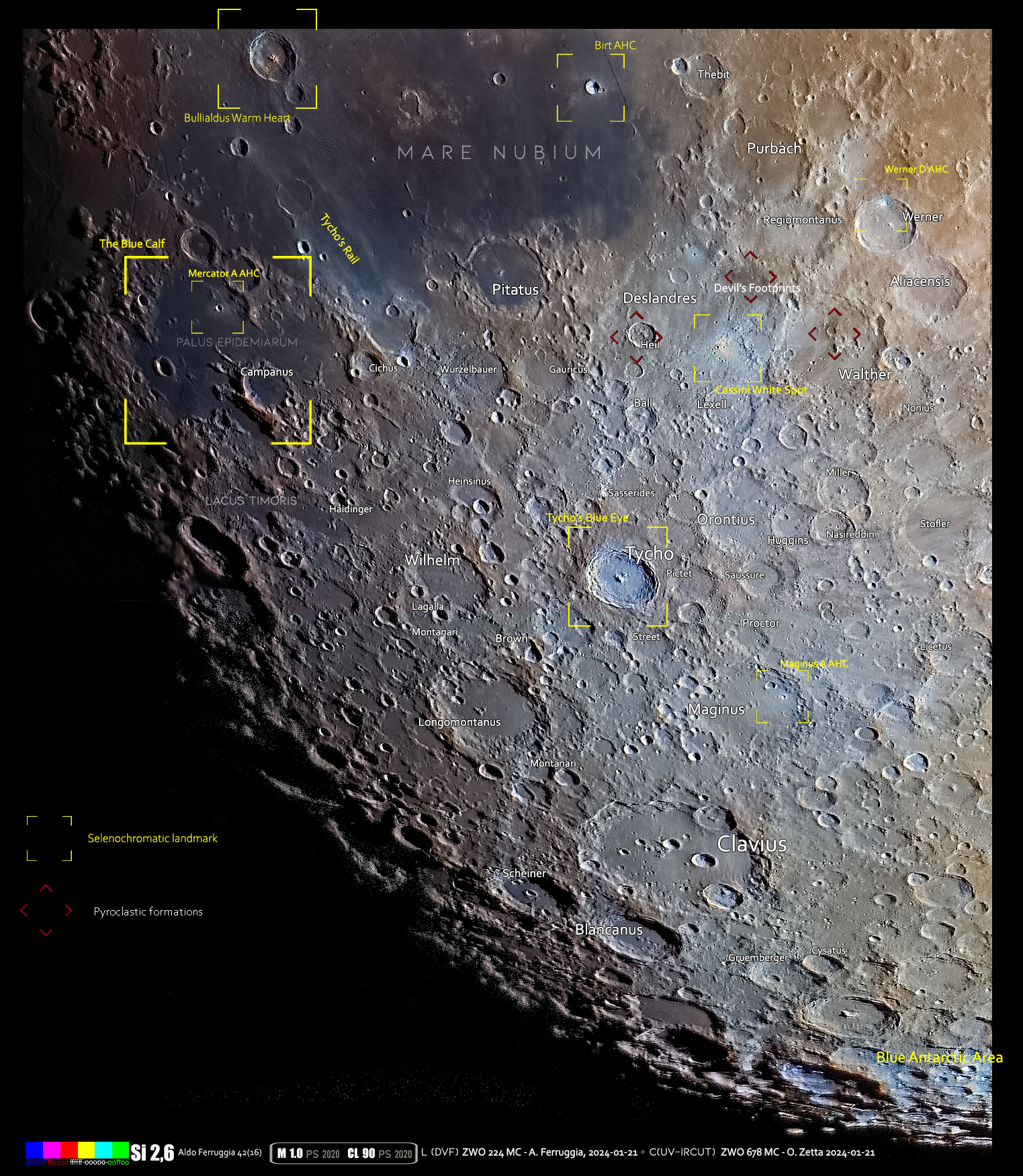
Area del cratere in formato selenocromatico

Ball è un cratere lunare di 40,31 km situato nella parte sud-occidentale della faccia visibile della Luna.
Il cratere Ball è dedicato all'astronomo britannico William Ball.

## Crateri correlati
Alcuni crateri minori situati in prossimità di Ball sono convenzionalmente identificati, sulle mappe lunari, attraverso una lettera associata al nome.
| Ball | Coordinate            | Diametro (in km) |
| ---- | --------------------- | ---------------- |
| A    | 34°44′24″S 9°24′00″W  | 29,23            |
| B    | 36°55′12″S 9°11′24″W  | 9,72             |
| C    | 37°42′00″S 8°47′24″W  | 31,15            |
| D    | 35°37′12″S 10°25′12″W | 22,45            |
| E    | 36°31′48″S 8°10′48″W  | 4,39             |
| F    | 36°57′00″S 8°29′24″W  | 11,38            |
| G    | 37°43′12″S 10°13′12″W | 26,73            |